# Castanopsis schefferiana
Castanopsis schefferiana ist eine in Südostasien vorkommende Baumart aus der Familie der Buchengewächse (Fagaceae).

## Merkmale
Castanopsis schefferiana ist ein immergrüner, bis zu 25 Meter hoher Baum. Der Stammdurchmesser erreicht über 40 Zentimeter. Es werden meist kleinere Brettwurzeln gebildet.
Die kurz gestielten, ledrigen und ganzrandigen, unterseits helleren, verkahlenden Laubblätter sind spitz bis zugespitzt.
Die Fruchtbecher (Cupulae) sind mit verzweigten und einfachen Stacheln besetzt. Die Stacheln stehen zerstreut, sind holzig, gekrümmt und kahl. Jeder Fruchtbecher enthält selten eine oder zwei bis vier, eiförmige, kleine Nüsse und öffnet sich in trockenem Zustand mit vier (selten drei) Klappen.
Blütezeit ist Februar bis Dezember, meist November und Dezember. Die Fruchtreife erfolgt von Juli bis Dezember.

## Verbreitung und Standorte
Die Art kommt in Thailand, Malaysia und Singapur vor. Sie wächst im immergrünen Tiefland-Regenwald, in Strauch-Vegetation und in gemischten laubwerfenden Wäldern in Seehöhen von 100 bis 400 m.

## Belege
- Chamlong Phengklai: A synoptic account of the Fagaceae of Thailand. In: Thai Forest Bulletin. 2006, Band 34, S. 53–175.
- Castanopsis schefferiana in der Flora of Thailand.